# セグンド・ソル
『セグンド・ソル』（ポルトガル語: Segundo Sol）は、ブラジルのテレビドラマ。ヘジ・グローボで2018年5月14日から11月9日まで放送された。

## 登場人物
ルジア・バティスタ / DJアリエラ・アルレシラ
演：ジョバンナ・アントネッリ
ロベルト・ユネス・ファルカン（ベト・ファルカン） / ミゲル・ファルカン
演：エミリオ・ダンタス
カロリネ・フィゲイレド・ファルカン（カローラ）
演：デボラ・セコ
ローラ・ボッティーニ・マラニョン（ラウレタ）/ クラウディア
演：アドリアナ・エステベス
ロベルバル・ドス・サントス・アセイド
演：ファブリシオ・ボリベイラ
マリア・クラウディア・バティスタ（カカウ）
演：ファビウラ・ナシメント
レミー・ユネス・ファルカン・マラニョン
演：ウラジミール・ブリクタ
マヌエラ・バティスタ・アセイド
演：ルイーザ・アレス